# Ambicodamus crinitus
Espèce
Synonymes
- Theridion crinitum L. Koch, 1872

Ambicodamus crinitus est une espèce d'araignées aranéomorphes de la famille des Nicodamidae.

## Distribution
Cette espèce est endémique d'Australie. Elle se rencontre en Nouvelle-Galles du Sud, au Victoria et en Tasmanie.

## Description
Le mâle décrit par Harvey en 1995 mesure 4,80 mm et la femelle 6,30 mm.

## Publication originale
- L. Koch, 1872 : Die Arachniden Australiens. Nuremberg, vol. 1, p. 105-368 (texte intégral).